# Opozycja w Zambrowie w latach 1980–1989
Jesienią 1980 r. w zambrowskich przedsiębiorstwach i instytucjach zaczęły powstawać ogniwa NSZZ „Solidarność”, które skupiły się w powołanym do życia w końcu 1980 r. Oddziale NSZZ „Solidarność” Regionu Mazowsze.
Członkowie NSZZ „Solidarność” w zakładach pracy Zambrowa (stan na 26 XI 1980 r.)
| Zakład                                                          | Zatrudnieni | Członkowie NSZZ „Solidarność” | Odsetek członków NSZZ „Solidarność” wśród pracowników |
| --------------------------------------------------------------- | ----------- | ----------------------------- | ----------------------------------------------------- |
| Rejonowe Przedsiębiorstwo Gospodarki Komunalnej i Mieszkaniowej | 215         | 45                            | 20,9                                                  |
| Zespół Szkół Zawodowych                                         | 31          | 11                            | 35,5                                                  |
| Państwowe Zakłady Teletransmisyjne                              | 405         | 160                           | 39,5                                                  |
| Spółdzielnia Transportu Wiejskiego                              | 120         | 56                            | 46,6                                                  |
| Państwowa Komunikacja Samochodowa                               | 430         | 220                           | 51,2                                                  |
| Zakłady Mechaniczno-Precyzyjne Mera                             | 360         | 204                           | 56,6                                                  |
| Okręgowa Spółdzielnia Mleczarska                                | 340         | 200                           | 58,8                                                  |
| Wojewódzki Zespół Inwestycji Rolniczych                         | 140         | 100                           | 71,4                                                  |
| Polmozbyt                                                       | 90          | 67                            | 74,4                                                  |
| Zambrowskie Zakłady Przemysłu Bawełnianego                      | 3140        | 2400                          | 76,4                                                  |
| Wojewódzkie Przedsiębiorstwo Budownictwa Komunalnego            | 50          | 45                            | 90,0                                                  |
| Powszechny Zakład Ubezpieczeń                                   | 23          | 22                            | 95,6                                                  |
| Szkoła Podstawowa nr 3                                          | 57          | 56                            | 98,2                                                  |
| Rejonowa Kolumna Transportu Sanitarnego                         | 27          | 27                            | 100,0                                                 |
| Spółdzielnia Kółek Rolniczych                                   | 110         | 110                           | 100,0                                                 |

Po wprowadzeniu stanu wojennego 13 grudnia 1981 r. pięciu działaczy Związku zostało internowanych. Byli to:
- Józef Klimek (przewodniczący Komisji Zakładowej NSZZ „Solidarność” w zambrowskim PKS)
- Eugeniusz Łomociński (przewodniczący Oddziału NSZZ „Solidarność” w Zambrowie)
- Marek Rutkowski (przewodniczący Komisji Zakładowej NSZZ „Solidarność” w Zambrowskich Zakładach Przemysłu Bawełnianego)
- Kazimierz Chodzicki
- Lech Feszler

Siedziby komisji zakładowych Związku oraz biuro Oddziału NSZZ „Solidarność” zostały przejęte przez władze. Udało się jednak uratować sztandar zambrowskiego oddziału związku. Przechowywano go w mieszkaniach prywatnych, a następnie na terenie zabudowań parafii pw. św. Trójcy. W połowie lat 80. Lech Feszler przewiózł sztandar do Kościoła św. Stanisława Kostki w Warszawie. Tam był wystawiany podczas comiesięcznych mszy św. za Ojczyznę. Po śmierci ks. Jerzego Popiełuszki zambrowska „Solidarność” ufundowała upamiętniającą go tablicę, która została wmurowana w Kościele św. Stanisława Kostki w Warszawie.
W latach 80. XX w. działalność opozycyjna w Zambrowie skupiona była głównie wokół Lecha Feszlera, Eugeniusza Łomocińskiego, Krystyny Podolskiej i Marka Rutkowskiego. Częściowo działalność ta była prowadzona także w ramach lokalnych struktur Klubu Inteligencji Katolickiej oraz Towarzystwa Przyjaciół Powściągliwości i Pracy. W ramach tego ostatniego 4 grudnia 1988 r. powołano Komisję Założycielską Komitetu Odbudowy Pomnika Powstania Styczniowego, zburzonego w 1940 r. po rok wcześniejszym wcieleniu Zambrowa do ZSRR. Ważną rolę w konsolidacji środowiska pełniła też Zambrowska Piesza Pielgrzymka do Hodyszewa, organizowana w rocznice podpisania porozumień sierpniowych. Została zainicjowana w 1986 r. przez Marka Rutkowskiego, Lecha Feszlera, Mariusza Feszlera.
Aktywność opozycyjna młodzieży w końcu lat 80. skupiona była głównie wokół działalności IV Zambrowskiej Drużyny Harcerzy im. Andrzeja Małkowskiego oraz lokalnych struktur Federacji Młodzieży Walczącej, a następnie Niezależnego Ruchu Solidarności Młodych.
IV Zambrowska Drużyna Harcerzy im. Andrzeja Małkowskiego była drużyną harcerską działającą w Zambrowie w latach 1984–1999. Powstała w 1984 r. jako 4 Drużyna Starszoharcerska im. Andrzeja Małkowskiego. Wybór patrona był świadomym nawiązaniem do tradycji ruchu harcerskiego uosabianego na początku lat 80. XX w. przez Kręgi Instruktorów Harcerskich im. Andrzeja Małkowskiego. Nawiązując do przedwojennych wzorów wychowania harcerskiego, zrezygnowano z koedukacji i w 1985 r. 4 Drużyna Starszoharcerska została podzielona na IV Zambrowską Drużynę Harcerzy im. Andrzeja Małkowskiego i 4 Zambrowską Drużynę Harcerek im. Olgi Małkowskiej.
IV ZDH prowadziła działalność w ramach Związku Harcerstwa Polskiego ściśle współpracując z opozycyjnym Ruchem Harcerstwa Rzeczypospolitej. W drużynie obowiązywało zakazane przez władze ZHP przyrzeczenie harcerskie, prawo harcerskie oraz stopnie harcerskie według brzmienia i formy z lat międzywojennych. W 1989 r. IV ZDH wystąpiła z ZHP i zgłosiła akces do Związku Harcerstwa Rzeczypospolitej.
Zambrowska Federacja Młodzieży Walczącej została powołana w drugiej połowie 1988 r. jako lokalna opozycyjna organizacja młodzieżowa. Nawiązywała do działań Federacji Młodzieży Walczącej, choć nie miała kontaktów z ogólnopolskimi strukturami tej organizacji. Wśród jej założycieli byli: Andrzej Brzózka, Jacek Choromański, Mariusz Feszler, Tomasz Stefanowski, Grzegorz Tymiński, Andrzej Zawistowski. Wielu członków zambrowskiej FMW wywodziło się z V Zambrowskiej Drużyny Harcerzy im. Andrzeja Małkowskiego.
Działalność zambrowskiej FMW ogniskowała się wokół: kolportażu bezdebitowych wydawnictw, organizowaniu wyjazdów na uroczystości religijno-patriotyczne (przede wszystkim Msze św. za Ojczyznę w Kościele św. Stanisława Kostki w Warszawie oraz Parafii Niepokalanego Serca Maryi w Białymstoku), akcji plakatowych (np. przeprowadzonym nocą z 31 października na 1 listopada 1988 r. w proteście przeciwko likwidacji Stoczni Gdańskiej), malowaniu na murach antyrządowych haseł (np. w nocy z 12 na 13 grudnia 1988 r.).
Działalność zambrowskiej FMW zanikła w kwietniu 1989 r., część z jej członków kontynuowało następnie działalność w ramach Niezależnego Ruchu Solidarności Młodych.
Niezależny Ruch Solidarności Młodych został powołany w kwietniu 1989 r. jako lokalna struktura Niezależnego Ruchu Solidarności Młodych. Skupiała w główniej mierze uczniów Liceum Ogólnokształcącego im. Manifestu Lipcowego w Zambrowie. W składzie grupy założycielskiej znaleźli się: Mariusz Feszler, Grzegorz Tymiński, Agnieszka Wiśniewska, Joanna Wysocka, Andrzej Zawistowski. Działalność zambrowskiego NRSM była kontynuacją wcześniejszej aktywności w ramach lokalnych struktur Federacji Młodzieży Walczącej. NRSM włączył się w działalność zambrowskich struktur Komitetu Obywatelskiego „Solidarność”. Po zakończeniu kampanii wyborczej w czerwcu 1989 r., działalność zambrowskiego NRSM obumarła.
Działająca w Zambrowie opozycja wiosną 1989 r. skupiła się w ramach Komitetu Obywatelskiego „Solidarność. Jej sukcesem było wybranie kandydata KO „Solidarność” Marka Rutkowskiego posłem w wyborach w czerwcu 1989 r. oraz zwycięstwo w wyborach samorządowych w maju 1990 r.